# The Big Broadcast of 1936
The Big Broadcast of 1936 ist ein US-amerikanisches Filmmusical, das 1935 von Norman Taurog inszeniert wurde.

## Handlung
Die beiden Besitzer des Radiosenders W.H.Y., Spud Miller und Smiley Goodwin, sind das einzige Personal ihrer Station und übernehmen verschiedene Rollen. Miller ist der einzige Ansager, Goodwin gibt den Sänger des Senders, dem er den legendären Namen Lochinvar gibt. Er wird als großer Liebhaber und als Idol von Millionen Frauen beschrieben. Da der Sender kurz vor der Pleite steht, kommt das Angebot von George Burns und Gracie Allen, eine Einladung zu einem Radiowettbewerb zu erwerben, gerade recht. Als Preis winkt ein 250.000 Dollar wertvolles Radio Eye (früher Name für das Fernsehen), das Gracie Allens Onkel entwickelt hat. Doch fehlen die 5.000 Dollar, die für die Teilnahme aufzubringen sind. Weitere Probleme kommen hinzu, als die Gräfin Ysobel, Besitzerin der karibischen Insel Clementi und großer Fan von Lochinvar, einen Brief von diesem erhält.
Ihre Freude währt nur kurz, als sie erkennt, dass nicht nur sie einen solchen Brief bekommen hat und es kein Liebesbrief ist. Sie kommt zur Radiostation, um Lochinvar zu erschießen, doch die Waffe funktioniert nicht. Somit können Miller und Goodwin die Gräfin überzeugen, 5.000 Dollar zu investieren, damit Miller am Wettbewerb teilnehmen kann. Bedingung ist jedoch, dass beide sie auf ihre Insel begleiten, wo sie entscheiden will, wer von beiden sie um Mitternacht heiraten soll. Unterdessen möchte sie jedoch Gordoni ermorden. Als die beiden dessen gewahr werden, senden sie einen Notruf zu Burns und Allen nach New York. Diese brechen zu einer Rettungsaktion auf. Unterdessen verabreichte Gordoni der Gräfin ein Schlafmittel. Miller und Goodwin können derweil fliehen und werden von Burns und Allen, die in Begleitung der Küstenwache kamen, im Hafen gerettet. Miller gewinnt schließlich den Wettbewerb und stimmt einer Ehe mit der Gräfin nach einer Kennenlernzeit zu. Diese lehnt jedoch ab und beschränkt sich auf eine Freundschaft.

## Hintergrund
The Big Broadcast of 1936 ist Fortsetzung des Films The Big Broadcast aus dem Jahr 1932 und wird seinerseits von The Big Broadcast of 1937 und The Big Broadcast of 1938 fortgesetzt. Der Star des ersten Films, Bing Crosby, ist nur in einer Gesangsnummer zu sehen. George Burns und Gracie Allen spielten ebenfalls schon im ersten Film mit. In den Musical-Nummern treten diverse Stars auf. Glenn Miller tritt als Teil des Ray Noble Orchestra auf, wofür er von Ray Noble extra bezahlt wurde. Außerdem sind Mary Boland, The Nicholas Brothers, Charles Ruggles, Akim Tamiroff sowie Dorothy Dandridge als Teil der Dandridge Sisters zu sehen. In einer Übertragung treten die Wiener Sängerknaben auf. Szenen mit Louis Da Pron, Frank Forest und Eleanore Whitney gibt es nur in der für Europa produzierten Fassung.
Auf dem Plakat wurde der Film mit der Tagline A musical meteor of songs, comedy and romance! beworben.

## Soundtrack
| - Double Trouble Musik: Ralph Rainger, Richard A. Whiting Text: Leo Robin Interpreten: Lydia Roberti, Jack Oakie, Henry Wadsworth und ein Chor - I Wished on the Moon Musik: Ralph Rainger Text: Dorothy Parker Interpreten: Bing Crosby Violine: George Stoll - It's the Animal in Me Musik: Harry Revel Text: Mack Gordon Interpreten: Ethel Merman - Why Dream Musik: Ralph Rainger and Richard A. Whiting Text: Leo Robin Interpret: Henry Wadsworth (eigentlich durch Kenny Baker) - Miss Brown To You Musik: Ralph Rainger and Richard A. Whiting Text: Leo Robin Tanz: Bill Robinson and The Nicholas Brothers - Amargura Musik: Carlos Gardel Text: Alfredo Le Pera Interpret: Carlos Gardel | - Cheating Muchachita Musik: Carlos Gardel Text: Alfredo Le Pera Interpret: Carlos Gardel - Why Stars Come Out at Night Musik und Text: Ray Noble Interpreten: Ray Noble Orchestra mit Glenn Miller - On the Wings of a Waltz Musik: Mel Shauer Text: Leo Robin - A Man, a Maid, a Moon Musik: Ralph Rainger Text: Leo Robin - Is Love a Moon-Flower? Musik: Ralph Rainger Text: Leo Robin - Through the Doorway of Dreams Musik: Ralph Rainger and Richard A. Whiting Text: Leo Robin - Tales from the Vienna Woods Musik: Johann Strauss, Jr. - William Tell Overture Musik: Gioachino Rossini - Light Cavalry Overture Musik: Franz von Suppè |

## Kritiken
“Names are in and out as fast and as often as a firefly's tail light”

„Namen tauchen auf und ab und verschwinden so schnell wieder, wie ein Glühwürmchenschwanz leuchtet“

## Auszeichnung
Der Choreograf LeRoy Prinz wurde 1936 für die von Ethel Merman interpretierte Nummer It’s the Animal in Me sowie für seine Arbeit am Film All the King’s Horses für den erstmals vergebenen Oscar für die beste Tanzregie nominiert, unterlag aber Dave Gould.